# 坎布里亞 (紐約州)
坎布里亞（英語：Cambria）是一個位於美國紐約州尼亞加拉縣的鎮。

## 人口
根據2020年美國人口普查的數據，坎布里亞的面積為102.85平方千米，皆為陸地。當地共有人口5743人，而人口密度為每平方千米56人。